# Lofstromova smyčka

Schéma Lofstromovy smyčky. Červená je samotná smyčka, modře pomocná stabilizační lana

Lofstromova smyčka, nebo též vypouštěcí smyčka, je hypotetické zařízení pro dopravu nákladů na nízkou oběžnou dráhu. S nápadem přišel Keith Lofstrom v roce 1981.
Jedná se o několik tisíc kilometrů dlouhou dutou trubku, v níž vysokou rychlostí (14 km/s) obíhá bez tření lano. Trubka je odstředivou silou lana (lano obíhá vyšší než 1. kosmickou rychlostí) zdvihána do výšky. Po takto vzniklé dráze je možné urychlovat relativně malým zrychlením náklady na nízkou oběžnou dráhu.